# Plasan Sand Cat
SandCat (івр. פלסן קרקל) — бронеавтомобіль розроблений та виготовляється невеликою ізраїльською компанією Plasan на вкороченому шасі пікапів Ford F550 з 2005 року. Машини SandCat досить популярні у правоохоронних органах різних країн, використовуються не менш ніж у 15 країнах, а також виготовляються в США (корпорацією Oshkosh) і в Мексиці.

## Історія
SandCat був вперше представлений публічно як Каракал на виставці AUSA в жовтні 2005 року, відтоді машини були представлені на різних виставках, включаючи 2005 Milipol правоохоронного шоу в Парижі, в 2006 Mid-America Trucking Show, і 2006 Eurosatory під назвою «SandCat».
У червні 2008 року SandCat був представлений й як продукт Oshkosh Defense. Тепер базується на 8-тонному шасі F550 та призначений, щоб заповнити пробіл між броньованим HMMWV і очікуваним JLTV.
Бронемашина брала участь у війні в Афганістані й у Мексиканській війні з наркотиками. В Ізраїлі бронеавтомобіль застосовується в прикордонній поліції мага. Машина має міновитривале дно.
Озброєння: у відповідності до потреб Замовника; від кулемета до міномета або керованих ракет
Модифікації: Stormer (перевезення до 11 бійців; підвищена площа захисту), Transport (перевезення до 8 бійців та/або вантажу), Utility (перевезення до 5 бійців + відкрита платформа у задній частині).

## Машини на основі
В травні 2018 року компанія Plasan представила машину «мисливця на танків» на шасі Sand Cat озброєну чотирма ракетами Spike NLOS.

## Оператори

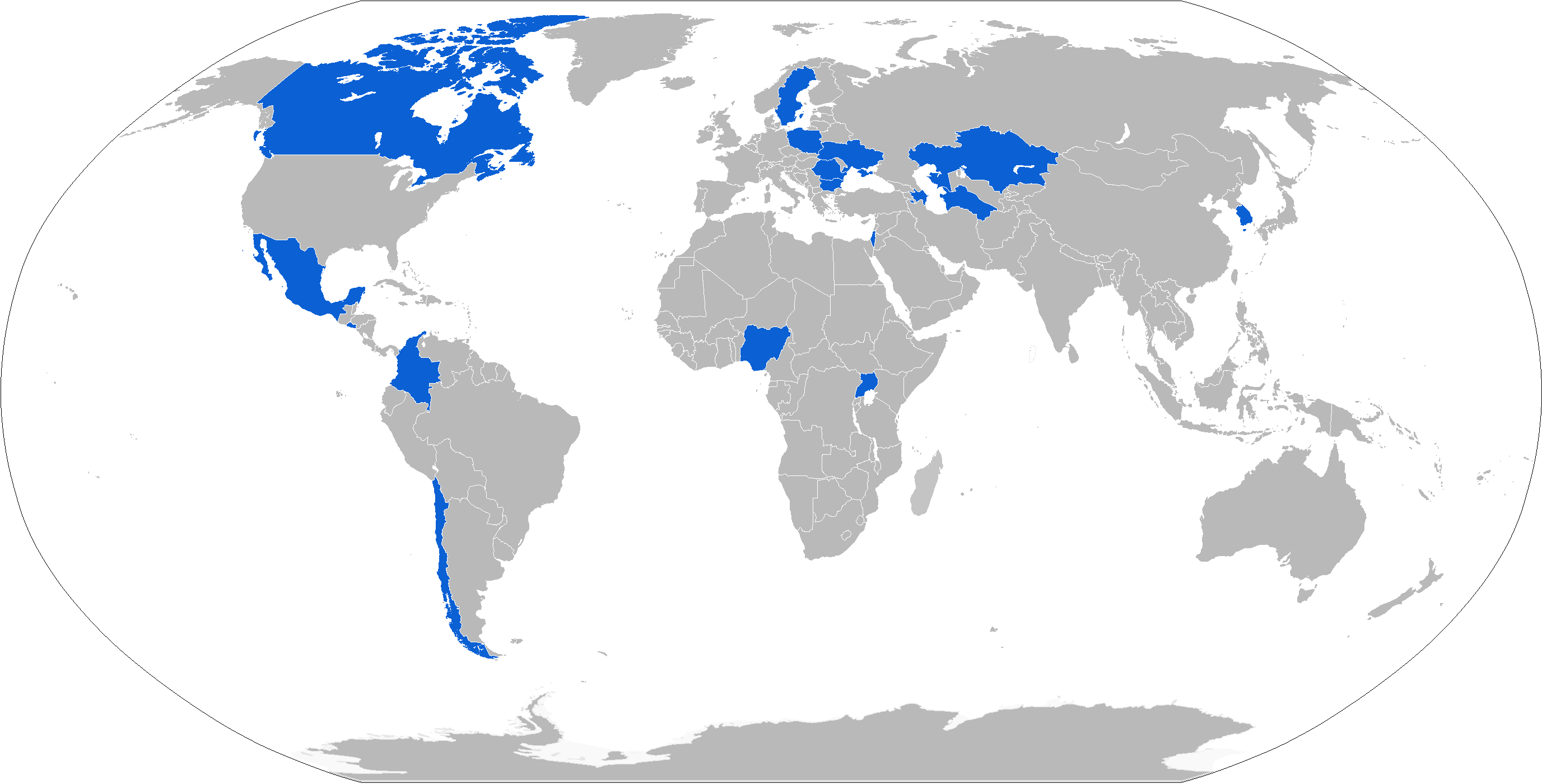
Країни-оператори Plasan Sand Cat

- Азербайджан
- Болгарія
- Бразилія
- Ізраїль
- Казахстан
- Канада
- Колумбія
- Мексика
- Нігерія
- Польща
- США
- Україна
- Швеція